# Ricardo Luís Pozzi Rodrigues
Ricardo Luiz Pozzi Rodrigues, noto anche con lo pseudonimo di Ricardinho (San Paolo, 23 maggio 1976), è un allenatore di calcio ed ex calciatore brasiliano, di ruolo centrocampista. È stato campione del mondo con la nazionale brasiliana nel 2002.

## Carriera

### Giocatore

#### Club
Ricardinho ha giocato nel Paraná prima di approdare, nel 1997, al Bordeaux, nel campionato francese. Un anno dopo torna in Brasile per giocare al Corinthians dove resta fino al 2002, e, successivamente, al São Paulo fino a gennaio 2004. Dopo una breve parentesi in Inghilterra, al Middlesbrough (febbraio-aprile 2004), passa al Santos dove resta fino a dicembre 2005. Firma per il Corinthians per la seconda volta il 18 gennaio 2006.
Nella sessione estiva del calciomercato 2006 passa al Beşiktaş.
Nel 2009 l'ex Middlesbrough, Beşiktaş e Bordeaux fa il suo ritorno in patria firmando un contratto che lo legherà al suo nuovo club fino al dicembre 2011.
Il 28 maggio 2011 Ricardinho lascia l'Atlético Mineiro e si accasa al Bahia, con cui conclude la sua carriera agonistica.

#### Nazionale
Ha collezionato 24 presenze e un gol con la nazionale verde-oro, esordendo il 28 marzo 2000 nel match di qualificazione al mondiale Colombia-Brasile 0-0.
Ha giocato 4 partite al mondiale 2002 e 3 alla Confederations Cup 2003.
È stato selezionato da Carlos Alberto Parreira tra i 23 convocati a partecipare ai mondiali 2006. Subentra due volte contro Giappone e Ghana e in quest'ultima partita fornisce l'assist a Zé Roberto per il gol del 3-0.

### Allenatore
Il 18 gennaio 2012 intraprende la carriera di allenatore, guidando il Paraná Clube.

## Palmarès

### Club

#### Competizioni statali
- Campionato Paranaense: 3

Paraná: 1995, 1996, 1997
- Campionato paulista: 2

Corinthians: 1999, 2001

#### Competizioni nazionali
- Campionato brasiliano: 3

Corinthians: 1998, 1999
Santos: 2004
- Coppa del Brasile: 1

Corinthians: 2002
- Torneo Rio-San Paolo: 1

Corinthians: 2002

#### Competizioni internazionali
- Coppa del mondo per club: 1

Corinthians: 2000

### Nazionale
- Campionato mondiale: 1

Corea del Sud-Giappone 2002

### Individuale
- Bola de Prata: 1

2004

### Allenatore

#### Competizioni nazionali
- Campionato Pernambucano: 1

Santa Cruz: 2015